# Карма Кагю
Карма Кагю (тибетски: ཀརྨ་བཀའ་བརྒྱུད, уайли: карма bka' brgyud) или Камцанг Кагю е може би най-голямата и със сигурност най-широко практикувана приемственост в рамките на школата Кагю, която е една от четирите основни школи на тибетския будизъм. Приемствеността има многовековни манастири в Тибет, Китай, Русия, Монголия, Индия, Непал и Бутан и настоящи центрове в най-малко 62 страни по света. Духовен глава на линията Карма Кагю е Гялва Кармапа, а първите двама от 10-те Кармапи са били основни духовни съветници на последователни императори на Китай.

## Произход и наименование. Подшколи.
Карма Кагю е една от четирите „големи“ Кагю-школи и се формира в резултат на активността на първия Кармапа Дюсум Кхиенпа (1110 – 1193), един от главните ученици на Гампопа и първия съзнателно прераждащ се бодхисатва или тулку в Тибет. Позната е и под патронимите Карма Камцанг (или семейството на Кармапа) и Друбгю Карма Кагю.
С течение на времето в рамките на Карма Кагю се развиват и субтрадициите:
- Недо Кагю, основана от Карма Чагме (1613 – 1678), ученик на Шестия Шамарпа.
- Сурманг Кагю на Трунг Масе, който бил ученик на 5-ия Кармапа Дешин Шегпа.
- Галтон Кагю

## Основни учения и текстове
Ученията, методите и инструкциите на всички Кагю-школи, са се формирали под влиянието на извършеното от Гампопа сливане на постепенния път (тиб. Лам Рим) на традицията Кадам и Ваджраяна-практиките предавани от индийските махасидхи. Този постепенен път на трансформиране на непросветленото съзнание (тиб. намше) в изначална мъдрост (тиб. йеше) има три етапа, които отговарят на трите пътя или колесници (санскр. яна, тиб. тегпа) в будизма, докато централното учение на Кагю – Махамудра (санскр.; тиб. Чаггя Ченпо) или Великия Печат, представлява тяхната кулминация. В линията се разглеждат три основни подхода към най-висшата цел:
- Път на Прозрението или директна практика на медитация без форма върху самата природа на ума, която идва от Майтрипа. Тя се състои от успокояване на ума (санскрит Шамата, тибетски Шине) и дълбоко прозрение (санскрит Випасана, тибетски Лагтонг).
- Път на Методите, който включва медитация върху Идам, а също и типичните за школата Шест Йоги на Наропа, наречени: туммо или вътрешна топлина, илюзорно тяло, йога на съня, ясна светлина, бардо или междинно състояние и пхова или пренасяне на съзнанието.
- Път на Идентификацията или Път на Отдадеността, включващ медитация с учителя (санскрит Гуру Йога, тибетски Ламе Налджор), която обединява другите два пътя. Различни лами по различно време са давали такива практики, най-разпространена от които вероятно е тази, дадена от Осмия Кармапа Микьо Дордже.